# Padul
Padul è un comune spagnolo di 8 065 abitanti situato nella comunità autonoma dell'Andalusia.

## Monumenti
- Casa Grande (s. XVI): Palazzo de carácter civil costruito sulle rovine di una fortezza
- Chiesa di Santa Maria Maggiore (s. XVI-XVIII)
- Eremo di San Sebastiano (s. XVIII)
- Fuente de los Cinco Caños (Lavadero) (s. XVI-XIX)
- Via Romana: resti dell'antica via romana che univa le città di Ilíberis (Granada) e Sexi (Almuñécar), situata lungo la Fuente del Mal Nombre, nelle vicinanze di Los Molinos.